# Shiver (film, 2008)
Pour les articles homonymes, voir Shiver.
Pour plus de détails, voir Fiche technique et Distribution.
Shiver, l'enfant des ténèbres (Eskalofrío, litt. Frisson) est un film d'horreur espagnol réalisé par Isidro Ortiz, sorti en 2008.

## Synopsis
Aménagé depuis Barcelone, une mère et son fils atteint d'une maladie génétique rare appelé Xeroderma pigmentosum s'installent dans les montagnes des Asturies, dans le Nord de l'Espagne, à l'abri du soleil pour ce dernier. Contrairement à ce qu'ils croyaient, les forêts couvrent une créature mystérieuse tuant l'un après l'autre des villageois. Tous soupçonnent le jeune garçon…

## Fiche technique
- Titre original : Eskalofrío
- Titre international : Shiver
- Réalisation : Isidro Ortiz
- Scénario : Hernán Migoya, José Gamo, Alejandro Hernández et Isidro Ortiz
- Décors : Pilar Revuelta
- Costumes : Eva Arretxe
- Photographie : Josep M. Civit
- Montage : Bernat Aragonès
- Musique : Fernando Velázquez
- Productions : Alvaro Augustin et Ramon Vidal
- Sociétés de production : A Punto la Postpo, Fausto Producciones, Telecinco Cinema et Televisió de Catalunya (TV3)
- Société de distribution : Cine Video y TV (Mexique)
- Pays d'origine : Espagne
- Langues originales : espagnol
- Format : Couleurs — 1.85 : 1 — 35mm
- Durée : 98 minutes
- Genre : Horreur
- Date de sortie :
  -  Espagne : 18 juillet 2008
  -  France : février 2012 (télévision)

## Distribution
- Junio Valverde : Santi
- Blanca Suárez : Ángela
- Jimmy Barnatán (es) : Leo
- Mar Sodupe : Julia
- Francesc Orella : Dimas

## Sortie
Avant la sortie nationale en Espagne le 18 juillet 2008, le film a été présenté au Festival international du film de Berlin en février 2008. En France, il n'est que diffusé en février 2012 à la télévision sur Orange Cinéchoc.